# Sluneční pec

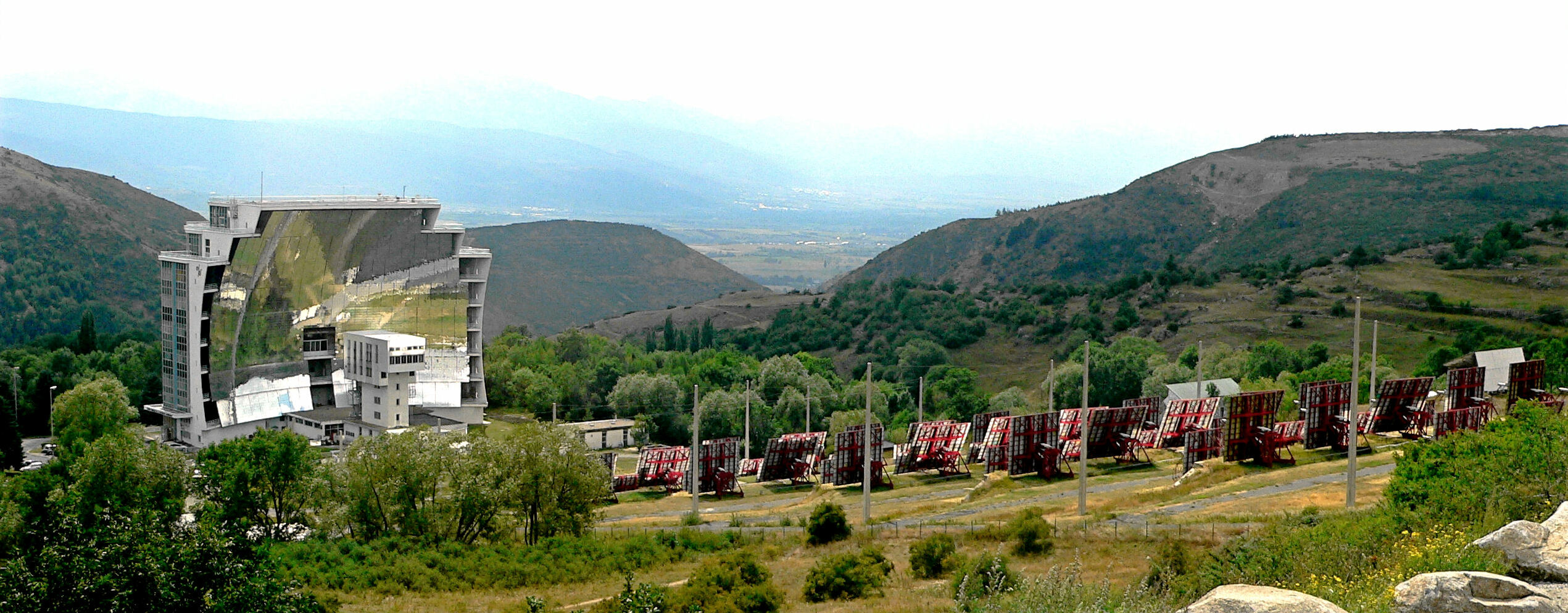
Sluneční pec v Odeillo, celkový pohled

Sluneční pec, neboli solární tavicí pec je fokusační sběrač, který soustřeďuje sluneční paprsky do jednoho místa. Využívá se odrazu světla od speciálně tvarovaných a orientovaných zrcadel.
První a zároveň i největší sluneční pec na světě se nachází v Odeillo ve francouzských Pyrenejích v nadmořské výšce 1700 m. Do provozu byla uvedena roku 1969 zásluhou francouzského vědce Dr. Felixe Trombeho.

 

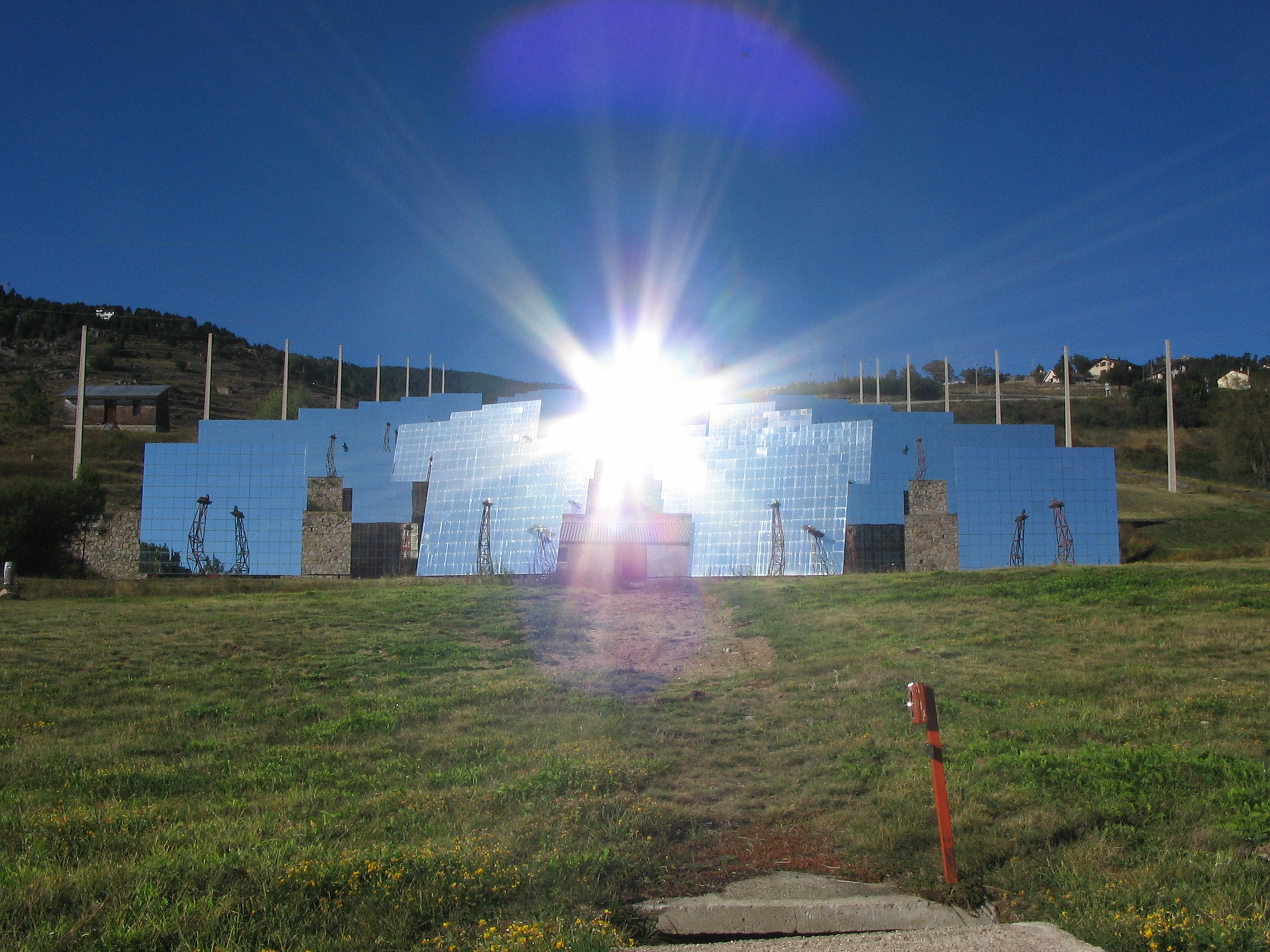
63 heliostatů na stráni

Celý komplex tvoří parabolické zrcadlo o ploše 2000 m², které je upevněno na 45 m vysoké kancelářské a laboratorní budově. Na stráni proti němu je rozestaveno celkem 63 heliostatů o celkové ploše 2835 m², odrážejících paprsky rovnoběžně na parabolu. Výsledná síla svitu se koncentruje v ohnisku (ohnisková vzdálenost 18 m) v malé věžovité budově, která je před zrcadlem vystavěna, ve vlastní sluneční peci. Samotné parabolické zrcadlo je sestaveno z asi 9500 čtvercových segmentů o straně 45 cm a každé z primárních zrcadel z dalších 180 čtvercových segmentů stejného rozměru. Samotné ohnisko má plochu pouhých 625 cm², což udává plošnou koncentraci slunečního záření s faktorem 37 700. Ve skutečnosti ale dochází ke ztrátám způsobených rozptylem a absorpcí. Skutečná koncentrace slunečního záření je proto kolem 20 000. Při běžném slunečním záření v tomto místě je do ohniska pece soustředěno asi 1100 kW. 

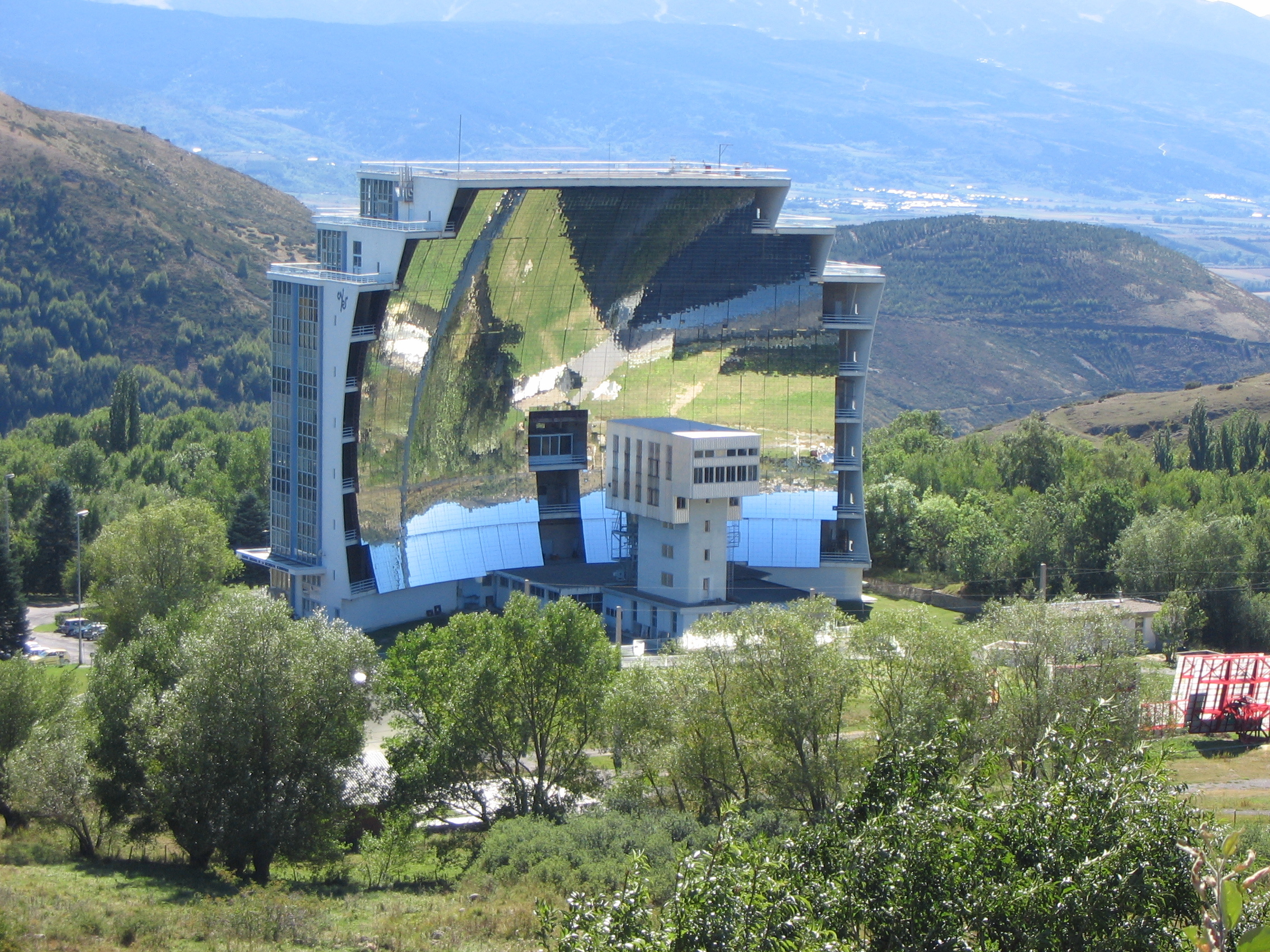
Budova s parabolickým zrcadlem a laboratoří

Protože je tento druh slunečních pecí smysluplný pouze v oblastech s více než 2400 hodinami slunečního svitu ročně, slouží komplex v Odeillu pouze k vědeckým účelům institutu CNRS (Centre national de la recherche scientifique). Díky příznivým klimatickým podmínkám lze sluneční pec používat více než 200 dnů v roce ke zkoumání chování látek při extrémním zahřátí a různým experimentům. Slouží především účelům vědeckého výzkumu materiálů, vakuovému tavení speciálních slitin a nejrůznějším pokusům v oblasti zkoušek materiálů. Tyto poznatky jsou pak uplatňovány mimo jiné při návrhu nových technologií pro kosmický výzkum.
Pec je schopna dosahovat maximálních teplot okolo 3800 °C, což představuje absolutní maximum v metalurgii. Během tavení není materiál znečišťován příměsemi, jako se to děje při většině ostatních tavicích postupů.